# ديوليندا رودريغز دي ألميدا
ديوليندا رودريغز دي ألميدا (بالبرتغالية: Deolinda Rodrigues Francisco de Almeida‏) (و. 1939 – 1967 م) هي كاتِبة، من أنغولا، توفيت عن عمر يناهز 28 عاماً.

## التعليم
تعلمت في Methodist University of São Paulo ‏.